# Sigela eubleptica
Sigela eubleptica là một loài bướm đêm trong họ Erebidae.